# Hélène Bezençon
Hélène Bezençon (* 30. September 1960 in Lausanne) ist eine Schweizer Schriftstellerin.

## Leben
Hélène Bezençon wuchs in La Chaux-de-Fonds auf und studierte an der Universität Genf. Ihre ersten Kurzgeschichten wurden in diversen Zeitungen und Zeitschriften veröffentlicht. Seit 1993 lebt sie in Berlin. Sie ist Mitglied des Vereins Autorinnen und Autoren der Schweiz (AdS).

## Auszeichnungen
- 1995: Prix Canada-Suisse
- 2000: Prix Bachelin

## Werke
- Entre autres. Histoires courtes. L’Aire, Lausanne 1988
- Fleurs de peau. Fictions. L’Aire, Lausanne 1989
- Les Confessions d’une mangeuse de lune. Roman. L’Aire, Vevey 1992
- Pouce, suivi de Arrête de rêver, l’Étrangère: Annemarie Schwarzenbach, une quête, 1929–1942. L’Age d’Homme, Lausanne 2000
- Mémoire pendant les travaux. Erzählung. AACL, Neuchâtel 2005
  - Neu aufgelegt als: Berlin, mémoire pendant les travaux. Editions de l’éclat, Paris 2008, ISBN 978-2-84162-160-6